# Lenkungsausschuss zur Bekämpfung des Terrorismus
Der Lenkungsausschuss zur Bekämpfung des Terrorismus (CDCT) ist ein Gremium des Europarates, das in diesem Politikfeld spezialisiert ist und zur Aufgabe hat, zu einer gezielten und koordinierten Fortentwicklung der rechtlichen Rahmenbedingungen der Mitgliedstaaten im Bereich des Kampfes gegen den Terrorismus zu gelangen.
Von 2003 bis 2017 hieß es Expertenkomitee des Europarates zur Terrorismusbekämpfung (CODEXTER), bis es 2018 umbenannt wurde.

## Tätigkeitsfelder
Die Arbeit basiert auf drei Säulen:
- Die Stärkung juristischen Handelns gegen den Terrorismus,
- die Aufrechterhaltung der Grundrechte und
- das Handeln gegen die Gründe für Terrorismus.

Derzeit werden unter anderem folgende Themen vorrangig behandelt:
- das Erarbeiten nationaler Profile[2] über den Stand der Gesetzgebung im Hinblick auf die Bekämpfung von Terrorismus in den einzelnen Mitgliedstaaten des Europarats (insbesondere durch das Strafrecht, das Strafprozessrecht und die Rechtsprechung in diesem Bereich);
- der Austausch von Informationen und eine angemessene Verwaltungspraxis im Hinblick auf die Entschädigung und Versicherung von Opfern des Terrorismus;
- das Aufspüren von Lücken im Völkerrecht und bei Tätigkeiten gegen den Terrorismus sowie die Erarbeitung von Vorschlägen zu Methoden und Mitteln, um die Lücken zu schließen;
- das Anliegen, Unterzeichnungen und Ratifikationen voranzubringen, sowie die Unterstützung in Bezug auf eine effiziente Anwendung der Europäischen Konventionen des Europarates, die auf den Kampf gegen den Terrorismus anwendbar sind, insbesondere die Konvention des Europarates über die Terrorismusprävention.[3]

## Dokumente
Dokumente aus dem Tätigkeitsfeld von CODEXTER sind vor allem
- Konventionen, namentlich (– hier in der englischen Version –)
  - European Convention on the Suppression of Terrorism[4] and Amending Protocol[5]
  - European Convention on Extradition[6]  and first[7] and second[8] Additional Protocols
  - European Convention on Mutual Assistance in Criminal Matters[9] and first[10] and second[11] Additional Protocols
  - European Convention on the Transfer of Proceedings in Criminal Matters[12]
  - European Convention on the Compensation of Victims of Violent Crimes[13]
  - Convention on Laundering, Search, Seizure and Confiscation of the Proceeds from Crime[14]
  - Convention on Cybercrime[15] and Additional Protocol concerning the criminalisation of acts of a racist and xenophobic nature committed through computer systems[16]
  - Council of Europe Convention on the Prevention of Terrorism[17]
  - Council of Europe Convention on laundering, search, seizure and confiscation of the proceeds from crime and on the financing of terrorism[18].

- Resolutionen, Empfehlungen und Deklarationen des Ministerkomitees und
  - Resolution (74) 3 on International terrorism
  - Declaration on Terrorism (1978)
  - Recommendation R (82) 1 concerning International Co-operation in the Prosecution and Punishment of Acts of Terrorism
  - Tripartite Declaration on Terrorist Acts (1986)
  - Recommendation (2001) 11 concerning Guiding Principles on the Fight against Organised Crime
  - Declaration on the Fight against International Terrorism (2001)
  - Guidelines on Human Rights and the Fight against Terrorism (2002) and the Guidelines on the Protection of Victims of Terrorist Acts (2005)
  - Declaration on freedom of expression and information in the media in the context of the fight against terrorism (2005)
  - Recommendation Rec(2005)7 of the Committee of Ministers to member states concerning identity and travel documents and the fight against terrorism
  - Recommendation Rec(2005)9 of the Committee of Ministers to member states on the protection of witnesses and collaborators of justice
  - Recommendation Rec(2005)10 of the Committee of Ministers to member states on “special investigation techniques” in relation to serious crimes including acts of terrorism
  - Recommendation Rec(2006)8 of the Committee of Ministers to member states on assistance to crime victims
  - Recommendation Rec(2007)1 of the Committee of Ministers to member states regarding co-operation against terrorism between the Council of Europe and its member states, and the International Criminal Police Organization (ICPO – Interpol)

- Resolutionen und Empfehlungen der parlamentarischen Versammlung
  - Recommendation No. 684 (1972) and 703 (1973) on International Terrorism
  - Recommendation No. 852 (1979) on Terrorism in Europe
  - Recommendation No. 916 (1981) on the Conference on the Defence of Democracy against Terrorism in Europe – Tasks and Problems
  - Recommendation No. 941 (1982) and 982 (1984) on the Defence of Democracy against Terrorism in Europe
  - Recommendation No. 1024 (1986) and Resolution No. 863 (1986) on the European Response to International Terrorism
  - Recommendation No. 1170 (1991) on strengthening the European Convention on the Suppression of Terrorism
  - Recommendation No. 1199 (1992) on the Fight against International Terrorism in Europe
  - Resolution No. 1132 (1997) on the Organisation of a Parliamentary Conference to reinforce Democratic Systems in Europe and Co-operation in the Fight against Terrorism
  - Recommendation No. 1426 (1999) and Order 555 (1999) on European Democracies facing up to Terrorism
  - Recommendation No. 1534 (2001) and Resolution No. 1258 (2001) on Democracies facing Terrorism
  - Recommendation No. 1550 (2002) and Resolution No. 1271 (2002) on Combating Terrorism and Respect for Human Rights
  - Recommendation No. 1549 (2002) on Air Transport and Terrorism: how to enhance security
  - Recommendation No. 1584 (2002) on the Need for Intensified International Co-operation to Neutralise Funds for Terrorist Purposes
  - Recommendation No. 1644 (2004) on Terrorism: a threat to democracies
  - Resolution 1367 (2004) on Bioterrorism: a serious threat for citizens’ health
  - Resolution 1400 (2004) on the Challenge of terrorism in Council of Europe member states
  - Recommendation 1677 (2004) on the Challenge of terrorism in Council of Europe member states
  - Recommendation 1687 (2004) on Combating terrorism through culture
  - Recommendation 1706 (2005) on Media and Terrorism
  - Recommendation 1713 (2005) on the Democratic oversight of the security sector in member states
  - Resolution 1507 (2006) and Recommendation 1754 (2006) on Alleged secret detentions and unlawful inter-state transfers of detainees involving Council of Europe member States.

Gemäß den allgemeinen Regeln des Völkerrechts sind die Konventionen, sobald sie durch einen nationalen Akt umgesetzt worden sind, in den jeweiligen Mitgliedstaaten verbindliches Recht und entfalten damit auch Außenwirkung gegenüber dem einzelnen Bürger.